# Шиловский сельский совет (Зеньковский район)
Шиловский сельский совет (укр. Шилівська сільська рада) — входит в состав
Зеньковского района Полтавской области Украины.
Административный центр сельского совета находится в селе Шиловка.

## История
- 1919 — дата образования.

## Населённые пункты совета
- с. Шиловка
- с. Васильково
- с. Довбневка
- с. Княжева Слобода
- с. Маниловка
- с. Отрадовка
- с. Петровка
- с. Хрипки

## Ликвидированные населённые пункты совета
- с. Ясеновое